# فرودگاه کالاوپاپا
فرودگاه کالاوپاپا (به انگلیسی: Kalaupapa Airport) یک فرودگاه همگانی بهره‌برداری هوایی با کد یاتا LUP است که یک باند فرود آسفالت دارد و طول باند آن ۸۲۳ متر است. این فرودگاه در کشور ایالات متحده آمریکا قرار دارد و در ارتفاع ۷ متری از سطح دریا واقع شده است.